# 河野忠康
河野 忠康（こうの ただやす、1951年〈昭和26年〉1月27日 - ）は、日本の政治家。愛媛県久万高原町長（2期）。
愛媛県議会副議長、愛媛県議会議員（5期）などを歴任。

## 来歴

### 町長就任以前
愛媛県上浮穴郡久万高原町出身。愛媛県立松山北高等学校を経て、1973年（昭和48年）3月、明治大学文学部を卒業。同年4月、三浦工業へ入社。
その後、塩崎潤や塩崎恭久の議員秘書を務め、1999年（平成11年）4月、愛媛県議会議員に就任。
愛媛県議会議員として、林業活性化議員連盟会長や愛媛県議会副議長を歴任した他、自由民主党愛媛県支部連合会幹事長を務めた。

### 町長として
2016年選挙
2016年（平成28年）5月31日、愛媛県議会議員を辞職。同年8月28日、久万高原町長選挙に出馬し、町政改革、美しい自然を守るため環境保全条例の制定、木材のバイオマス燃料・発電活用や農業の6次産業化の推進、高齢者が活躍できる福祉施策、次世代に向けた子育て支援や教育、移住希望者への支援の必要性を訴えかけ、現職の高野宗城を破り、初当選。
※当日有権者数：7,896人 最終投票率：82.38%（前回比： 1.67pts）
| 候補者名 | 年齢 | 所属党派 | 新旧別 | 得票数  | 得票率 | 推薦・支持 |
| -------- | ---- | -------- | ------ | ------- | ------ | ---------- |
| 河野忠康 | 65   | 無所属   | 新     | 4,047票 | 62.2%  |            |
| 高野宗城 | 74   | 無所属   | 現     | 2,374票 | 36.5%  |            |

2020年選挙
2020年（令和2年）8月30日、自身の任期満了に伴う久万高原町長選挙に出馬し、農林業振興や町営バスの導入、コロナ禍に即した移住施策の拡充を訴え、元久万高原町立久万中学校校長の小田哲志を破り、再選。
※当日有権者数：7,896人 最終投票率：79.78%（前回比： 2.60pts）
| 候補者名 | 年齢 | 所属党派 | 新旧別 | 得票数  | 得票率 | 推薦・支持 |
| -------- | ---- | -------- | ------ | ------- | ------ | ---------- |
| 河野忠康 | 69   | 無所属   | 現     | 3,353票 | 58.7%  |            |
| 小田哲志 | 58   | 無所属   | 新     | 2,307票 | 40.4%  |            |

2024年選挙
2024年8月20日告示の町長選は無投票で3選。

## 年譜
- 1969年（昭和44年）3月 - 愛媛県立松山北高等学校卒業[1]
- 1973年（昭和48年）
  - 3月 - 明治大学文学部卒業[1]
  - 4月 - 三浦工業入社[1]
- 1981年（昭和56年）4月 - 塩崎潤秘書[1]
- 1993年（平成5年）7月 - 塩崎恭久秘書[1]
- 1999年（平成11年）4月 - 愛媛県議会議員[1]
- 2007年（平成19年）4月 - 愛媛県議会林業活性化議員連盟会長[1]
- 2013年（平成25年）3月 - 愛媛県議会副議長[1]
- 2015年（平成27年）4月 - 自由民主党愛媛県支部連合会幹事長[1]
- 2016年（平成28年）9月 - 久万高原町長[1]

## 公職選挙法違反疑惑
2023年10月12日、町内の神社に修繕費の名目で100万円を寄付していたことが判明した。選挙区内での寄付行為を禁じる公職選挙法（寄付の禁止）違反の疑いがある。河野は取材に対し寄付したことを認め、「氏子の一人として神社のためにと思って寄付した。法律に違反しているという認識は頭になかった」と話している。寄付は同町菅生にある三島神社の1250年記念事業として、拝殿などの修繕費の名目で氏子を対象に募集があり、河野は指定口座に振り込んだ。22年度に修繕が行われ、23年に神社の境内に記念の石碑が完成し、100万円の寄付者の欄に他の氏子とともに「河野忠康」の名前が彫られていた。河野は取材に対し「こんなに大きな石碑が建つとは思わなかった。票集めの目的は一切ない。神様に失礼なので、お金を返金してもらうつもりもない」と話した。
2024年5月1日、公職選挙法違反の疑いで警察に書類送検された。